# Некомата

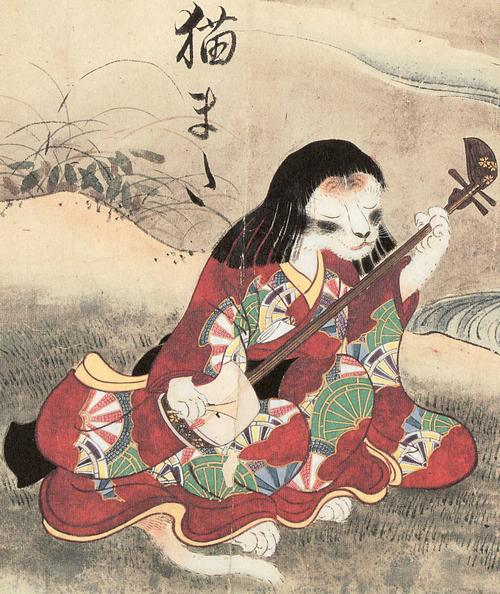
« » з сувою "Ілюстрований том ста демонів" від Савакі Сууші

Некомата (оригінальна назва:猫また, пізніші варіації:猫又,猫股,猫胯) це різновид котів йокаїв, описаних у японських народних переказах, класичних кайданах, нарисах тощо. Існує два типи демонів некомата: ті, що живуть у горах та домашні коти, які спочатку постаріли, а вже потім перетворилися на йокаїв .  Некомата часто плутають з бакенеко .

## Гірськінекомата

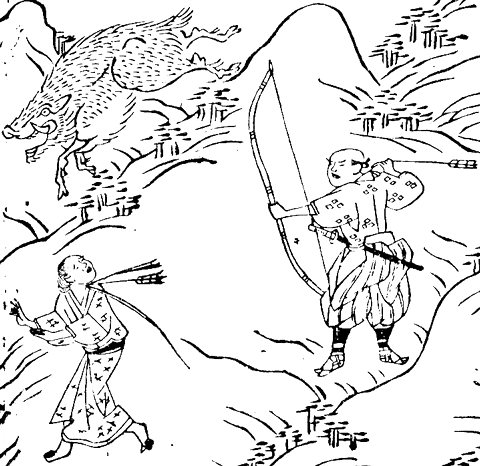
"" з книги «Історії нічної варти» Огіти Ансея (1660). На картині зображена сцена мисливця стріляючого у йокая некомата, що перетворився на його матір.

Некомата вперше з'являються в китайських оповіданнях, а згодом потрапляють до Японії. У династії Суй слова 猫鬼та 金花猫 описували таємничих котів. У японській літературі некомата вперше з’явилися в хроніках  Фудзівари но Тейки "Записи ясного місяця" раннього періоду Камакура: на початку Тенпуку (період що охоплює роки з квітня 1233 р. по листопад 1234 р.), 2 серпня, в Нанто (нині префектура Нара ), некомата (猫胯)  убив і з’їв кількох людей за одну ніч. Йокая описували як гірського звіра: згідно з "Записами ясного місяця", "Некомата мають очі, як у кішки та велике тіло, як у собаки". У есе "Нотатки знічев'я" пізнього періоду Камакура (приблизно 1331 р.) стверджується: "В гірських ущелинах є ті, кого називають некомата, і  говорять, що вони їдять людей...  ."   Однак багато хто сумнівається, чи справді некомата є монстром-котом.  Оскільки кажуть, що люди страждають на захворювання "хвороба некомата (яп. 猫跨病)", деякі вважають, що це звичайний звір, підхопивший сказ. 
У колекціях кайданів "Історії нічної варти (яп. 宿直草)" та "Розповіді Сорорі (яп. 曾呂利物語)" некомата ховаються в гірських заглибленнях; у деяких переказах говориться що глибоко в горах вони перетворюються на людей.   У більш пізній літературі гірські некомата, як правило, більші. У "Новій збірці відомих історій (яп. 新著聞集)" некомата, виловлені в горах провінції Кії, були завбільшки з дикого кабана. У "Японському посібнику для читання (яп. 倭訓栞)" 1775 року (Аней 4), їх рев описували настільки гучним, що він  лунав по всій горі, а також можна було побачити некомата розміром з лева чи леопарда . У  "Траві символіки (яп. 寓意草)" 1809 року (Бунка 6) говориться, що некомата, який тримав в пащі собаку, був 9 сяку та 5 сун у довжину (приблизно 2,8 метра). 

## Домашні некомата
У "Збірці видатних, старих та нових, казок" періоду Камакура, в оповіданні "Печатка  Канкьоохо (яп. 観教法印)" мова йдеться про старого кота, що виріс на віллі біля гірського урвища. Він сховав у своєму роті  таємний скарб - захисний меч та втік. Люди почали переслідувати кота, але він зміг замаскуватися. Через це сформувалася думка про чудовисько, що видавало себе за кота. У вищезгаданому есе "Нотатки знічев'я", крім некомата, що ховаються в горах, є описи домашніх котів, що трансформуються у йокаїв вже після того, як зістаряться.
Починаючи з періоду Едо, стало загальноприйнятим вважати, що домашні коти перетворюються на некомата, коли старіють, а гірські некомата стали інтерпретуватися як коти, що втекли жити в гори. У результаті цього по всій Японії склалося народне повір'я про те, що котів не можна довго тримати вдома . 
У "Нарисах Ансая (яп. 安斎随筆)" придворний Садатаке Ісе заявив: "Кіт, якому виповниться декілька років, отримає два хвости і стане йокаєм, під назвою некомата". Дослідник періоду середини Едо Араї Хакусекі сказав: "Старі коти стають "демонами некомата" та збентежують людей". Навіть у японській газеті Каварабан періоду Едо повідомлялося про це дивне явище. 
У книзі "Таємничі історії з Японії" (大和怪異記), що була написана невідомим автором у 1708 році, в одній історії розповідається про будинок багатого самурая, мешканці якого стали свідками  полтергейсту . Намагаючись покласти край цим подіям, самурай звертався до незліченних шаманів та жерців. Нажаль, жоден з них не міг знайти джерело проблеми. Одного разу один із найвідданіших слуг побачив літнього кота свого хазяїна, що ніс у своєму роті шикіґамі з ім’ям самурая. Негайно випустивши священну стрілу, слуга влучив коту прямо в голову. Після того як мертвий кіт впав на підлогу, мешканці змогли побачити у нього другий хвіст, а одже це був некомата . Зі смертю кота зник і полтергейст. Багато подібних історій можна побачити в таких книгах, як "Збірка 100 казок (太平百物語)", написана у 1723 році письменником на ім'я Юсуке (祐佐)  та в "Чайних плітках стареньких (老媼茶話)", автора Місака Дайята (三坂大彌), 1742 рік.
Зазвичай кажуть, що "мата" (又) від "некомата" означає, що вони мають два хвости; але з точки зору фольклористики, це викликає сумніви. Так як некомата трансформуються в міру свого старіння, "мата" означає "повторення". Крім того, оскільки колись їх вважали гірськими звірами, існує теорія, що "мата" (爰) означає мавпа. Вона виникла через те, що некомата можуть вільно пересуватися серед гірських дерев.  Існує також теорія, згідно з якою цей термін походить від того, що старі коти скидають шкіру зі спини. Вона звисає вниз та створює враження, що у них є другий хвіст. 
В Японії коти асоціюються зі смертю, і часто у цьому звинувачують саме котів з двума хвостами. Набагато темніші та злісніші за бакенеко, некомата мають здібності до некромантії, і після того як воскресять мертвого, керують ним за допомогою ритуальних танців, жестикулюючи при цьому лапою та хвостами. Цими йокаями часто пояснювали дивні пожежі та інші незрозумілі явища. Чим старшим та більшим був кіт до свого перетворення, тим більшою силою буде володіти некомата . Щоб помститися своїм кривдникам, демонічний кіт може почати тероризувати їх, за допомогою духів померлих родичів. У деяких переказах стверджується, що ці демони, так само як і бакенеко, можуть приймати людську зовнішність. Зазвичай вони перетворюються на літніх жінок. Від людей їх можна відрізнити за поганою поведінкою на публіці та похмурістю і злобою яка з'являється всюди, де б не був некомата. Саме через ці вірування, іноді кошенятам відрізали хвости, виходячи з припущення, що якщо хвіст не зможе розділитися навпіл, то і кіт не зможе перетворитися на йокая. 
Вважається що легенди про некомата народилися з народних вірувань, таких як воскресіння мертвих на похоронах або те, що сім поколінь будуть прокляті через вбивство кота.   Також у народних уявленнях коти та небіжчики тісно пов'язані. Будучи м'ясоїдними тваринами, коти мають чутливий нюх та відчувають запах гнилі, тому вважалося, що вони мають звичку збігатися до трупів. Через це народне переконання некомата часто плутають з каша, йокаєм, що викрадає небіжчиків.
Також в Японії є вид котів-йокаїв під назвою бакенеко. Вони також мають здібності до перетворень, через що їх часто плутають з некомата. 

## Зображення йокаїв

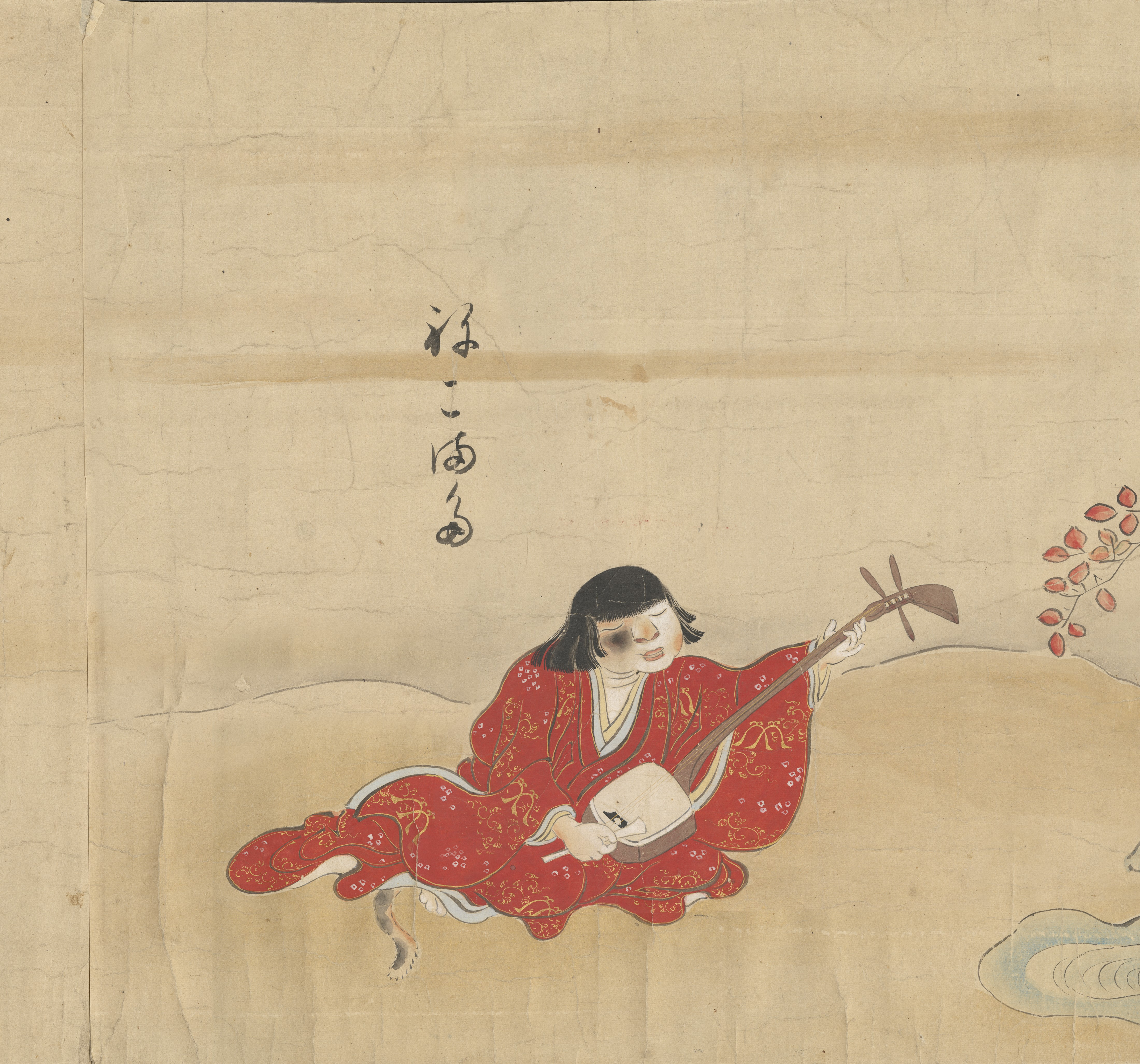
Некомата (猫また) з рукописного свитку "Ілюстрації надприродних створінь" (化物之繪, c. 1700), Колекція японських книг і рукописів Гаррі Ф. Брунінга, Спеціальні колекції Л. Тома Перрі, Бібліотека Гарольда Б. Лі, Університет Бригама Янга.

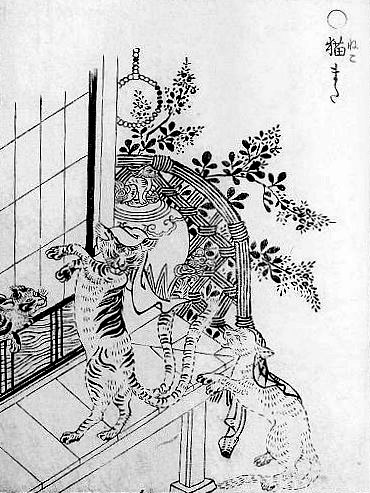
з книги "Ілюстрований нічний парад ста демонів" від Секіен Торіяма

У період Едо було опубліковано багато книг, що ілюструють та описують йокаїв (йокай емакі). Дуже часто у них зображували й некомата.  "Ілюстрований том ста демонів", опублікований у 1737 році (Ґенбун  2), містить зображення некомата у вигляді жінки, що грає на сямісен . (Див. перше зображення на цій сторінці.) Сямісен періоду Едо часто виготовляли з використанням котячих шкір, тому некомата зображена сумною.   Некомата одягнена в кімоно гейші. У певний період часу некомата та гейш пов'язували між собою, оскільки колись гейш називали «кішками (неко)» 
"Ілюстрований нічний парад ста демонів" 1776 року (Аней 5) зображує трьох котів: з головою, що стирчить із ширми сьодзі, з хусткою на голові, що поставив передню лапу на веранду та кота, одягненого в носовичок. Останній, на відміну від інших, стоїть у вертикальному положенні. Менш досвідченому коту важко стояти на задніх лапах, тоді як для старший робить це доволі легко. Саме ця дія демонструє процес, протягом якого нормальний кіт старіє та перетворюється на некомата . 

## Сенрі
У китайських переказах фігурує кіт-йокай під назвою "сенрі (仙狸)". У них, старі леопарди набувають божественної духовної сили (мистецтва Сіань) та перетворюються на красивих чоловіків чи жінок, а згодом висмоктують душі з людей. 
Деякі припускають, що японські легенди про некомату походять саме від китайських казок про сенрі. 

## Зовнішні посилання
- Nekomata – кіт з роздвоєним хвостом на hyakumonogatari.com (англійською)